# امادئو لابورتا
امادئو لابورتا (انگلیسی: Amadeo Labarta; ۳۱ مارس ۱۹۰۵ – ۳۰ ژوئیهٔ ۱۹۸۹) بازیکن فوتبال اهل اسپانیا بود.
از باشگاه‌هایی که در آن بازی کرده‌است می‌توان به باشگاه فوتبال رئال سوسیداد اشاره کرد.
وی همچنین در تیم ملی فوتبال اسپانیا بازی کرده‌است.